# Alzano 1909 Virescit Football Club 1998-1999
Questa pagina raccoglie le informazioni riguardanti l'Alzano 1909 Virescit Football Club nelle competizioni ufficiali della stagione 1998-1999.

## Stagione
Nella stagione 1998-1999 l'Alzano Virescit disputa il girone A del campionato di Serie C1, lo vince con 66 punti salendo direttamente in Serie B. La seconda promossa è stata la Pistoiese che ha vinto i Play-off. Sempre allenata da Claudio Foscarini la Virescit centra con pieno marito l'ambito traguardo, grazie al formidabile slancio iniziale, mentre nella fase discendente del torneo, si limita a tenere a bada gli avversari. Il girone di andata lo chiude con 37 punti, nettamente davanti a tutti, nel girone di ritorno raccoglie 29 punti. Miglior marcatore stagionale e capo cannoniere del girone A Giacomo Ferrari con 16 reti. Nella Coppa Italia i bergamaschi subito fuori nel 1º turno, nel doppio confronto con il Torino. Nella Coppa Italia di Serie C entra in scena nei sedicesimi con un gustoso derby bergamasco contro l'Albinoleffe, ma sono questi ultimi a passare il turno, nel doppio confronto.

## Rosa
| N. |                   | Ruolo | Calciatore          |
| -- | ----------------- | ----- | ------------------- |
|    | Italia (bandiera) | C     | Marco Asara         |
|    | Italia (bandiera) | D     | Francesco Bega      |
|    | Italia (bandiera) | C     | Graziano Beltrami   |
|    | Italia (bandiera) | D     | Arnaldo Bonfanti    |
|    | Italia (bandiera) | A     | Matteo Bonomi       |
|    | Italia (bandiera) | P     | Alex Calderoni      |
|    | Italia (bandiera) | D     | Giovanni Capuano    |
|    | Italia (bandiera) | C     | Filippo Carobbio    |
|    | Italia (bandiera) | C     | Luca Conca          |
|    | Italia (bandiera) | C     | Gianluca De Angelis |
|    | Italia (bandiera) | D     | Alessio Delpiano    |
|    | Italia (bandiera) | D     | Mario Donadoni      |

| N. |                   | Ruolo | Calciatore          |
| -- | ----------------- | ----- | ------------------- |
|    | Italia (bandiera) | A     | Giacomo Ferrari     |
|    | Italia (bandiera) | C     | Marco Grossi        |
|    | Italia (bandiera) | C     | Armando Madonna     |
|    | Italia (bandiera) | D     | Luigi Martinelli    |
|    | Italia (bandiera) | A     | Massimiliano Memmo  |
|    | Italia (bandiera) | D     | Franco Micco        |
|    | Italia (bandiera) | A     | Claudio Milanese    |
|    | Italia (bandiera) | D     | Massimiliano Notari |
|    | Italia (bandiera) | A     | Tommaso Porfido     |
|    | Italia (bandiera) | D     | Andrea Quaglia      |
|    | Italia (bandiera) | D     | Mario Solimeno      |

## Risultati

### Campionato

#### Girone di andata
| Arbitro: | Nigro (Torre del Greco) |

|                  |           |                  |
| De Silvestro 16’ | Marcatori | 15’ (rig.) Memmo |

| Arbitro: | Verrucci (Fermo) |

|                      |           |  |
| G. Ferrari 7’ (rig.) | Marcatori |  |

| Arbitro: | Ambrosino (Torre del Greco) |

|                |           |              |
| G. Ferrari 52’ | Marcatori | 48’ Vincioni |

| Arbitro: | Campofiorito (Chiavari) |

|              |           |              |
| Ghizzani 76’ | Marcatori | 78’ Solimeno |

| Arbitro: | Cassarà (Palermo) |

|                        |           |            |
| Grossi 64’ Capuano 74’ | Marcatori | 65’ Barone |

| Arbitro: | Semeraro (Taranto) |

|  |           |                     |
|  | Marcatori | 28’, 37’ G. Ferrari |

| Arbitro: | Nigro (Torre del Greco) |

|                     |           |                               |
| Menchetti 5’ (rig.) | Marcatori | 17’, 72’ G. Ferrari 59’ Memmo |

| Arbitro: | Ciulli (Roma) |

|                                 |           |  |
| Bruni 38’ (aut.) G. Ferrari 78’ | Marcatori |  |

| Arbitro: | Manari (Teramo) |

|            |           |                       |
| Rocchi 85’ | Marcatori | 69’ Madonna 90’ Memmo |

| Arbitro: | D'Agostini (Frosinone) |

|                       |           |  |
| G. Ferrari 81’ (rig.) | Marcatori |  |

| Arbitro: | Nigro (Torre del Greco) |

|  |           |              |
|  | Marcatori | 48’ Delpiano |

| Arbitro: | Ciulli (Roma) |

|              |           |                         |
| Solimeno 48’ | Marcatori | 26’ Terni 38’ Ferronato |

| Carpi 6 dicembre 1998 13ª giornata | Carpi            | 0 – 0 | Alzano Virescit | Stadio Sandro Cabassi\| Arbitro: \| Cirone (Palermo) \| |
| Arbitro:                           | Cirone (Palermo) |       |                 |                                                         |

| Arbitro: | Verrucci (Fermo) |

|                  |           |  |
| Memmo 29’, 90+1’ | Marcatori |  |

| Arbitro: | Cassarà (Palermo) |

|              |           |                                       |
| Balesini 26’ | Marcatori | 12’ De Angelis 32’ Memmo 81’ Carobbio |

| Arbitro: | Ciulli (Roma) |

|          |           |  |
| Memmo 1’ | Marcatori |  |

| Arbitro: | Cirone (Palermo) |

|                          |           |           |
| Massara 25’ Pilleddu 29’ | Marcatori | 18’ Memmo |

#### Girone di ritorno
| Arbitro: | Ciampi (Pisa) |

|                    |           |              |
| Melotti 28’ (aut.) | Marcatori | 90’ Pistella |

| Arbitro: | Gazzi (Torino) |

|            |           |             |
| Figaia 35’ | Marcatori | 10’ Porfido |

| Arbitro: | Cavuoti (Vasto) |

|              |           |              |
| Bizzarri 42’ | Marcatori | 38’ Solimeno |

| Alzano Lombardo 31 gennaio 1999 21ª giornata | Alzano Virescit  | 0 – 0 | Siena | Stadio Carillo Pesenti Pigna\| Arbitro: \| Verrucci (Fermo) \| |
| Arbitro:                                     | Verrucci (Fermo) |       |       |                                                                |

| Padova 14 febbraio 1999 22ª giornata | Padova                | 0 – 0 | Alzano Virescit | Stadio Euganeo\| Arbitro: \| S. Ayroldi (Molfetta) \| |
| Arbitro:                             | S. Ayroldi (Molfetta) |       |                 |                                                       |

| Arbitro: | Battaglia (Messina) |

|                              |           |                       |
| G. Ferrari 41’ (rig.), 45+2’ | Marcatori | 65’ (rig.) Affatigato |

| Arbitro: | Verrucci (Fermo) |

|                |           |              |
| G. Ferrari 47’ | Marcatori | 79’ Polidori |

| Arbitro: | Cannella (Palermo) |

|                           |           |  |
| Bonazzi 9’, 40’ Taldo 73’ | Marcatori |  |

| Alzano Lombardo 21 marzo 1999 26ª giornata | Alzano Virescit   | 0 – 0 | Como | Stadio Carillo Pesenti Pigna\| Arbitro: \| Urbano (Carbonia) \| |
| Arbitro:                                   | Urbano (Carbonia) |       |      |                                                                 |

| Arbitro: | N. Ayroldi (Molfetta) |

|  |           |                       |
|  | Marcatori | 59’ (aut.) Cancellato |

| Arbitro: | Strocchia (Nola) |

|                       |           |           |
| Porfido 10’ Memmo 85’ | Marcatori | 3’ Scalzo |

| Arbitro: | Benedetto (Messina) |

|                |           |  |
| Pellissier 65’ | Marcatori |  |

| Arbitro: | Cavuoti (Vasto) |

|                                        |           |  |
| Memmo 29’ Martnelli 36’ G. Ferrari 89’ | Marcatori |  |

| Arbitro: | Ciulli (Roma) |

|  |           |            |
|  | Marcatori | 14’ Grossi |

| Arbitro: | Esposito (Trapani) |

|                     |           |  |
| G. Ferrari 61’, 71’ | Marcatori |  |

| Arbitro: | Carlucci (Molfetta) |

|                |           |            |
| G. Ferrari 11’ | Marcatori | 24’ Grassi |

| Arbitro: | Benedetto (Messina) |

|                                           |           |             |
| G. Ferrari 51’ (rig.) De Angelis 57’, 76’ | Marcatori | 15’ Morelli |

### Coppa Italia
| Arbitro: | Sirotti (Forlì) |

|           |           |                       |
| Memmo 38’ | Marcatori | 90+6’ (rig.) Ferrante |

| Arbitro: | Pin (Conegliano) |

|                            |           |           |
| Scienza 23’ Ferrante 45+1’ | Marcatori | 14’ Asara |

#### Coppa Italia di Serie C
| Arbitro: | Pozzi (Como) |

|                      |           |                          |
| Bolis 55’ Zanini 68’ | Marcatori | 35’ Porfido 46’ Carobbio |

| Arbitro: | Cuttica (Alessandria) |

|  |           |            |
|  | Marcatori | 85’ Zanini |